# Stazione di Omegna
Stazione di Omegna vasútállomás Olaszországban, Omegna településen.

## Vasútvonalak
Az állomást az alábbi vasútvonalak érintik:
- Domodossola-Novara-vasútvonal

## Kapcsolódó állomások
A vasútállomáshoz az alábbi állomások vannak a legközelebb:
- Stazione di Pettenasco
- Stazione di Stamperia